# ジェイアール西日本ビルト
株式会社ジェイアール西日本ビルト（ジェイアールにしにほんビルト、JR WEST BUILT CO.,LTD.）は、大阪府大阪市北区梅田に本社を置く建設会社である。大鉄工業株式会社の連結子会社である。

## 沿革
- 1963年（昭和38年）6月 - 新創建材株式会社設立
- 1993年（平成5年）4月 - 商号を株式会社ジェイアール西日本ビルトに変更。